# آبشار هاویک
آبشار هاویک (به انگلیسی: Howick Falls) آبشاری است که در آفریقای جنوبی واقع شده و ارتفاع کلی ریزشگاه آن ۳۶۴ فوت (۱۱۱ متر) است.